# Araiostegia yaklaensis
Araiostegia yaklaensis là một loài dương xỉ trong họ Davalliaceae. Loài này được Bedd. B.K. Nayar & S. Kaur mô tả khoa học đầu tiên năm 1974.